# Ollomont (Italie)
Ollomont est une commune alpine de la Vallée d'Aoste, en Italie du Nord.

## Géographie
Le vallon d'Ollomont, correspondant au territoire communal, s'étend au nord de la commune de Valpelline.

Localisation de la commune d'Ollomont à l'intérieur de la Vallée d'Aoste.

## Histoire
À l'époque des Salasses, la vallée d'Ollomont a été le lieu de passage des commerces de métaux et d'autres matériaux vers le Valais, à travers la Fenêtre de Durand.
Au XVIIe siècle, la vallée d'Ollomont a été intéressée par l'industrie d'extraction du cuivre, épuisée vers le milieu des années 1940.

## Personnalités liées à Ollomont
- Paul-Alphonse Farinet - personnalité politique

## Société

### Évolution démographique
Habitants recensés

## Économie
Ollomont fait partie de la communauté de montagne Grand-Combin.

## Fêtes, foires
- Le Carnaval de la Combe froide (Voir lien externe) ;
- La Fëta à l'âno (du patois valdôtain, Fête de l'âne).

## Sport
Dans cette commune se pratique la rebatta, l'un des sports traditionnels valdôtains.

## Administration
| Période                                  | Période           | Identité    | Étiquette     | Qualité |
| ---------------------------------------- | ----------------- | ----------- | ------------- | ------- |
| 9 mai 2005                               | 24 mai 2010       | Joël Créton |               | Syndic  |
| 24 mai 2010                              | 19 septembre 2020 | Joël Créton | Liste civique | Syndic  |
| 20 septembre 2020                        | En cours          | David Vevey | Liste civique | Syndic  |
| Les données manquantes sont à compléter. |                   |             |               |         |

### Hameaux
Balme, Barliard, Bas, Clapey, Chef-lieu, Chanté, Chez-Collet, Cognein, Créton, Les Croux, Les Fontaines, Glassier, La Cou, Morion, Rey, Vaud, Vesey, Vevey, Vouéces-dessous, Vouéces-dessus

## Galerie de photos

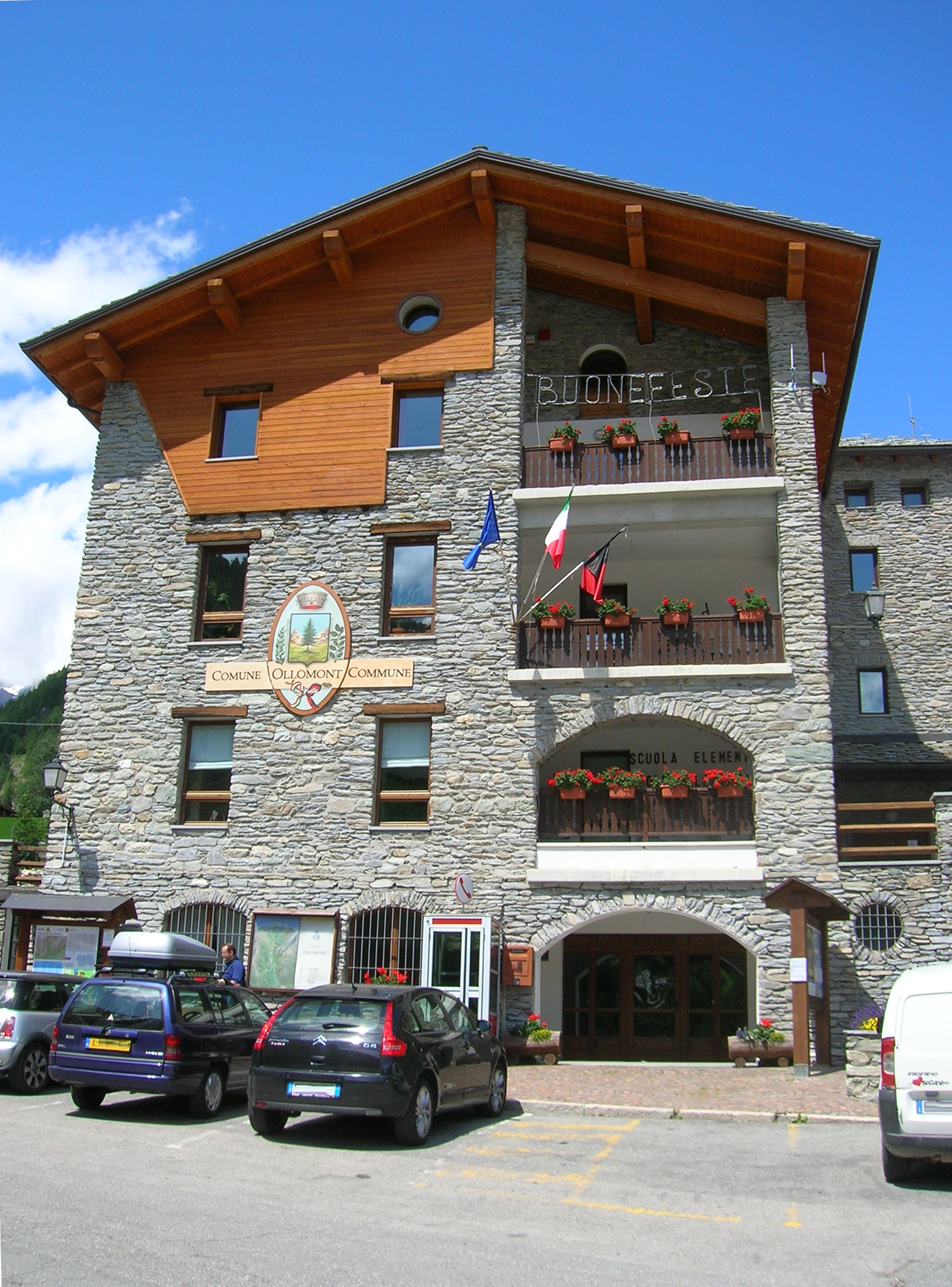
La maison communale.
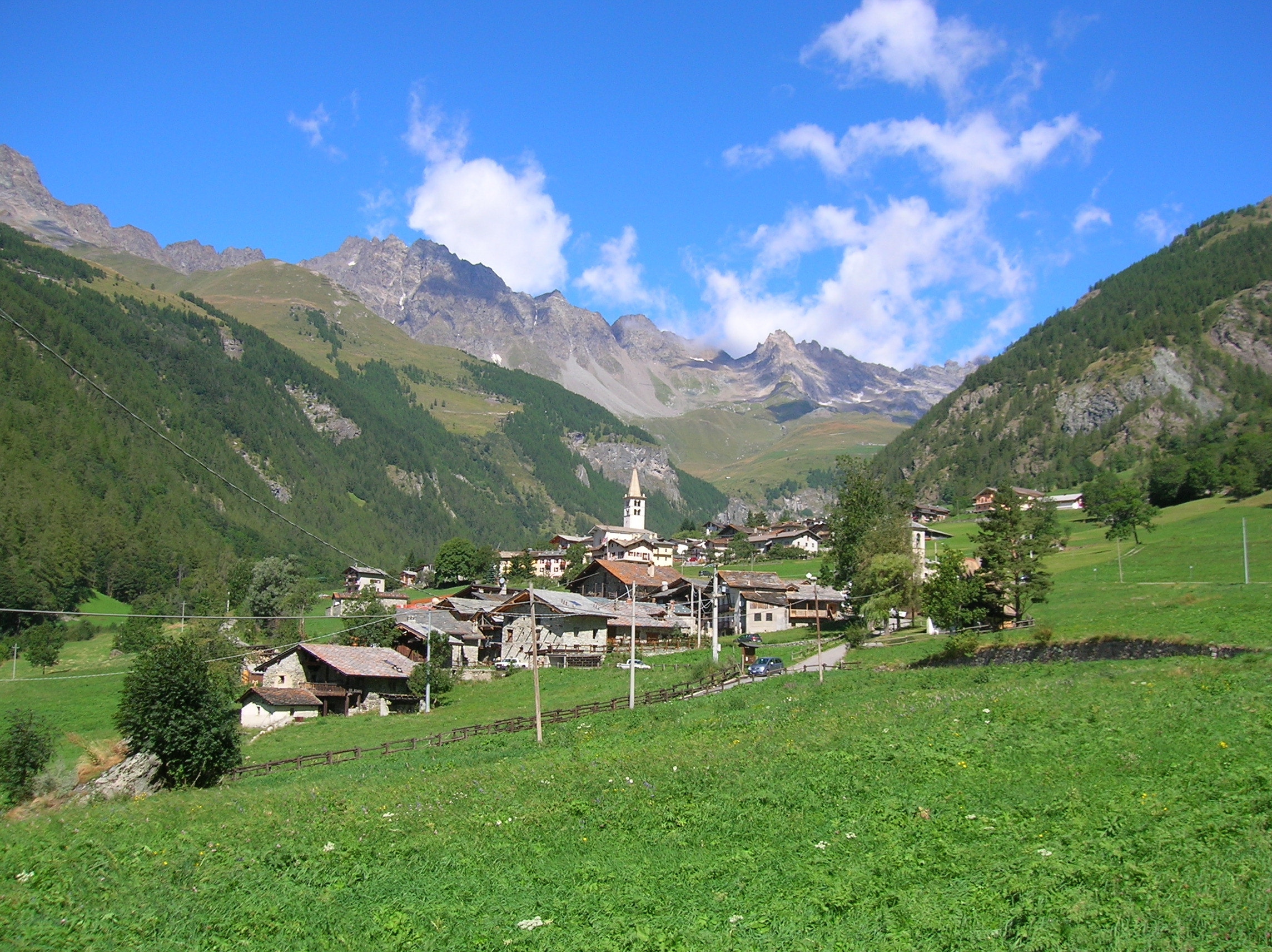
Panorama en été.
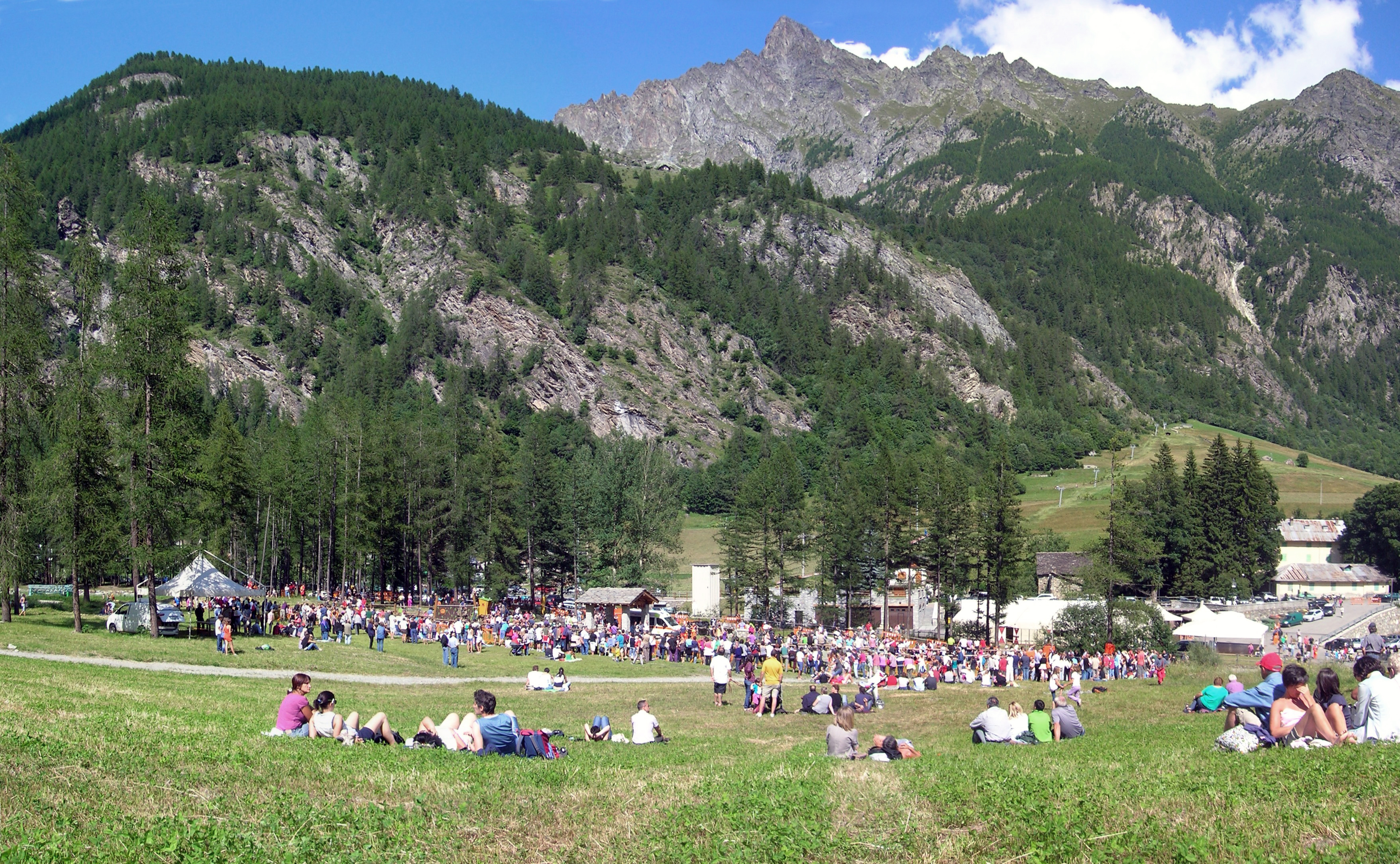
La Fëta à l'âno (Fête de l'âne) 2012, au hameau Rey.
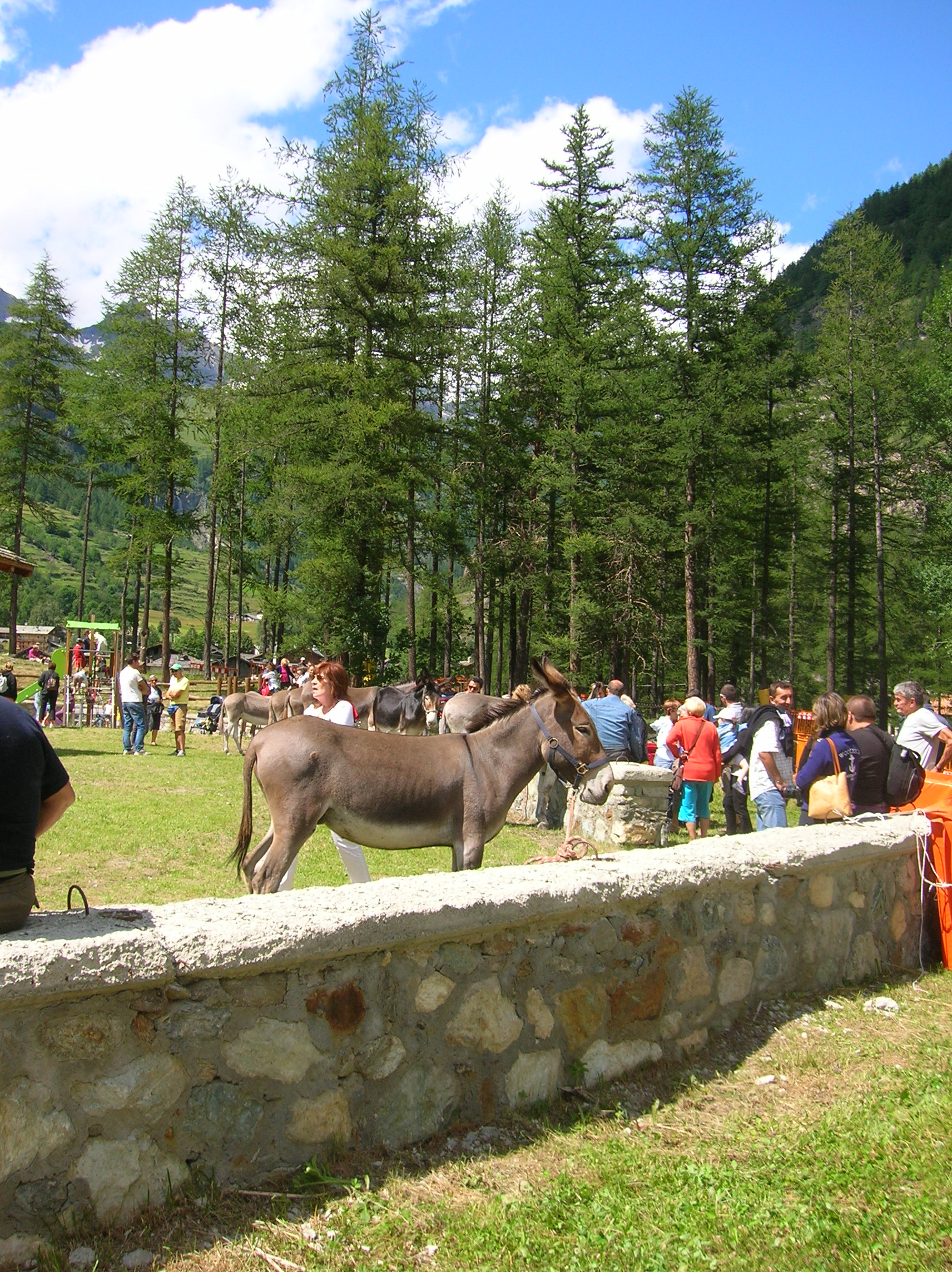
Fëta à l'âno 2012, ayant lieu tous les ans depuis les années 1970.
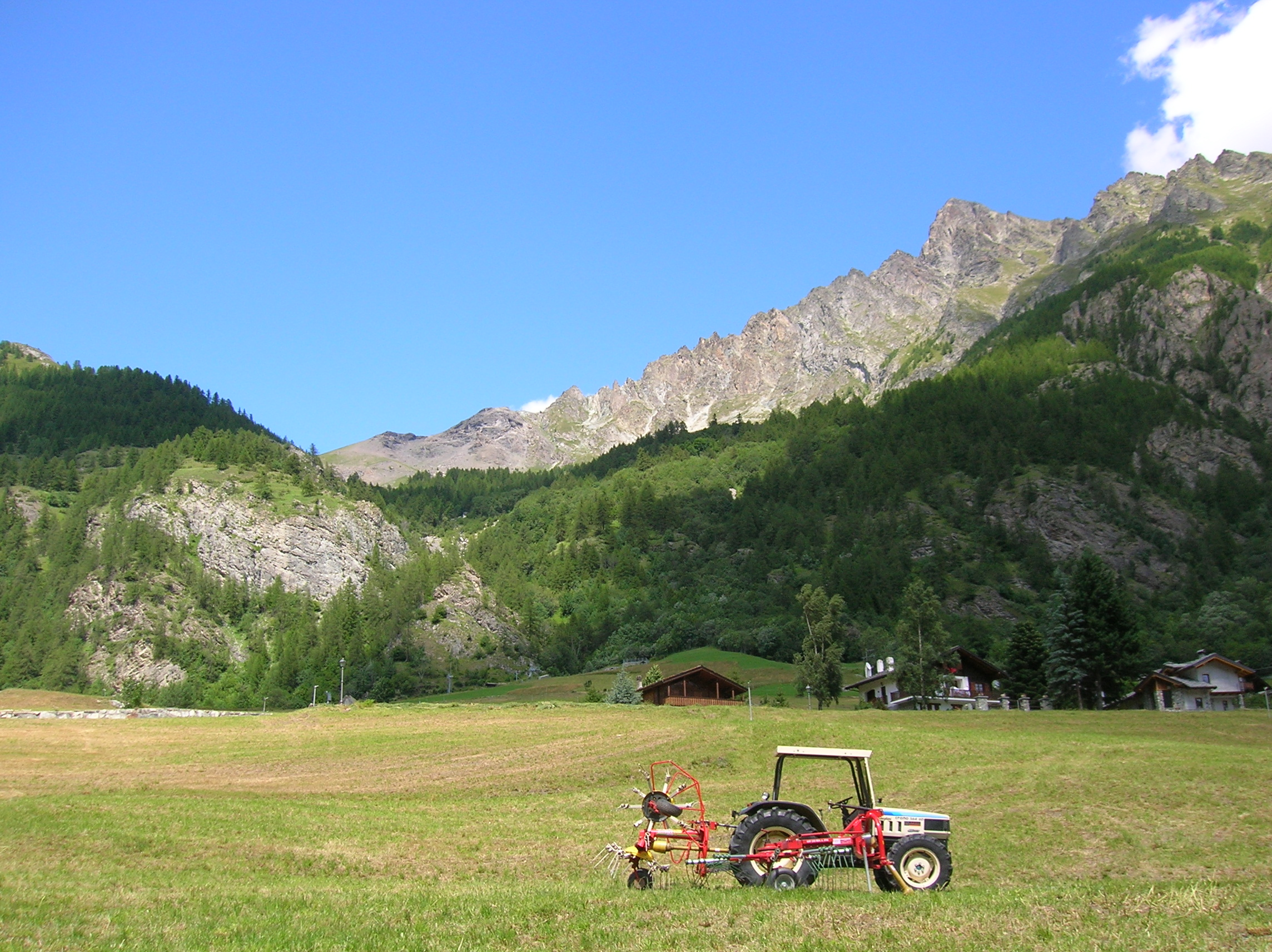
Panorama.
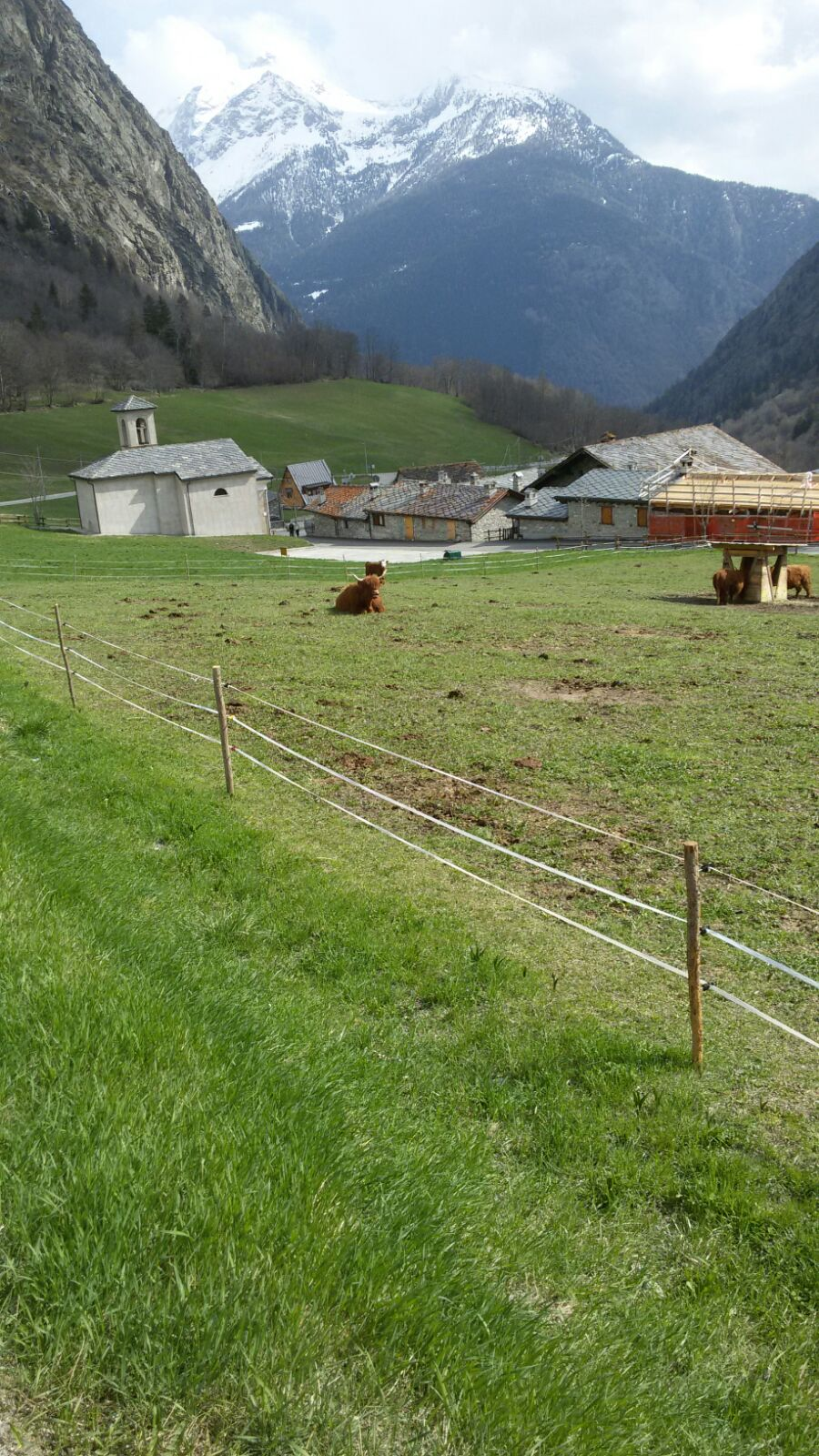
Panorama aux alentours du hameau Glassier.
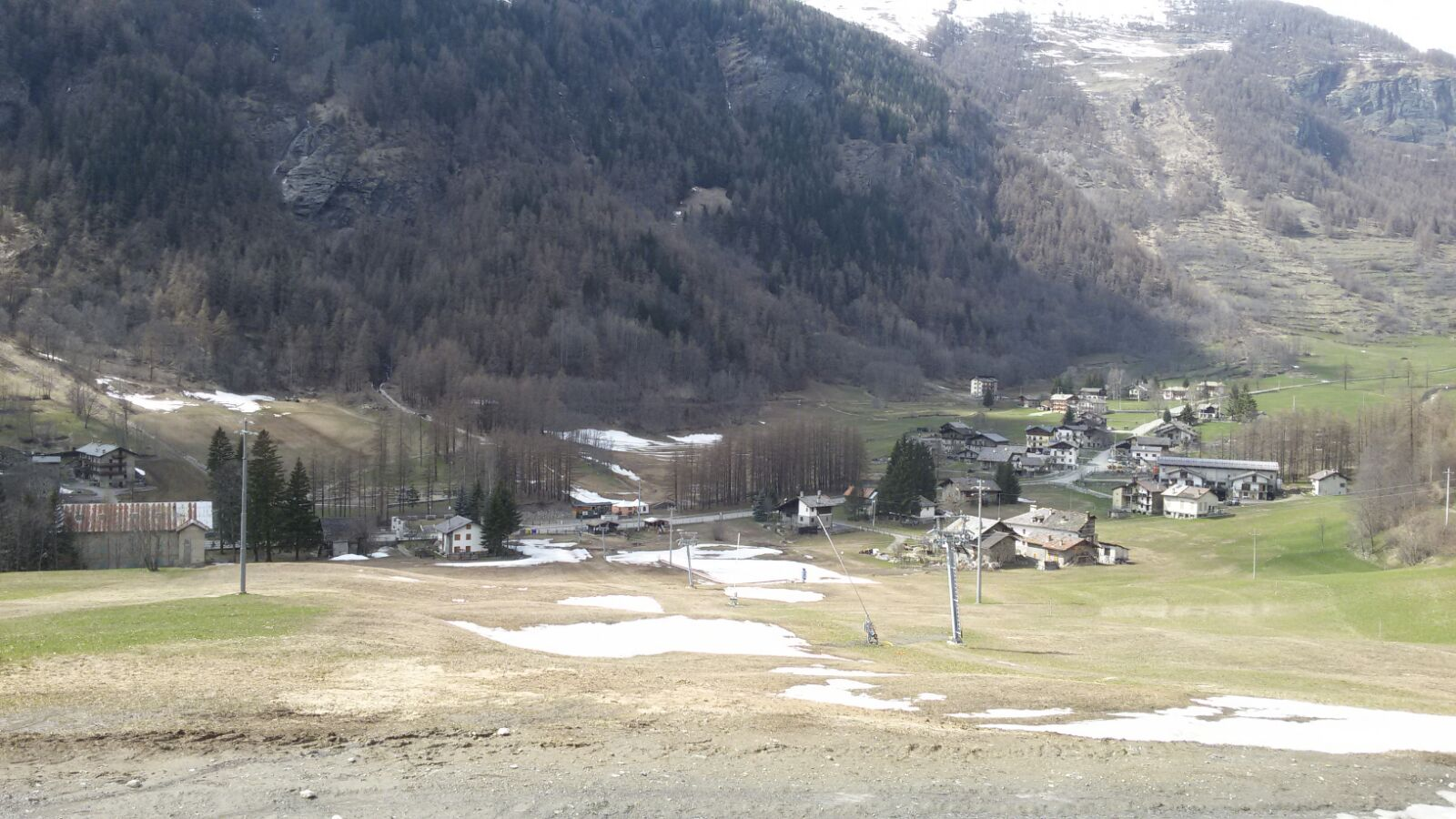
Panorama aux alentours du hameau Glassier.
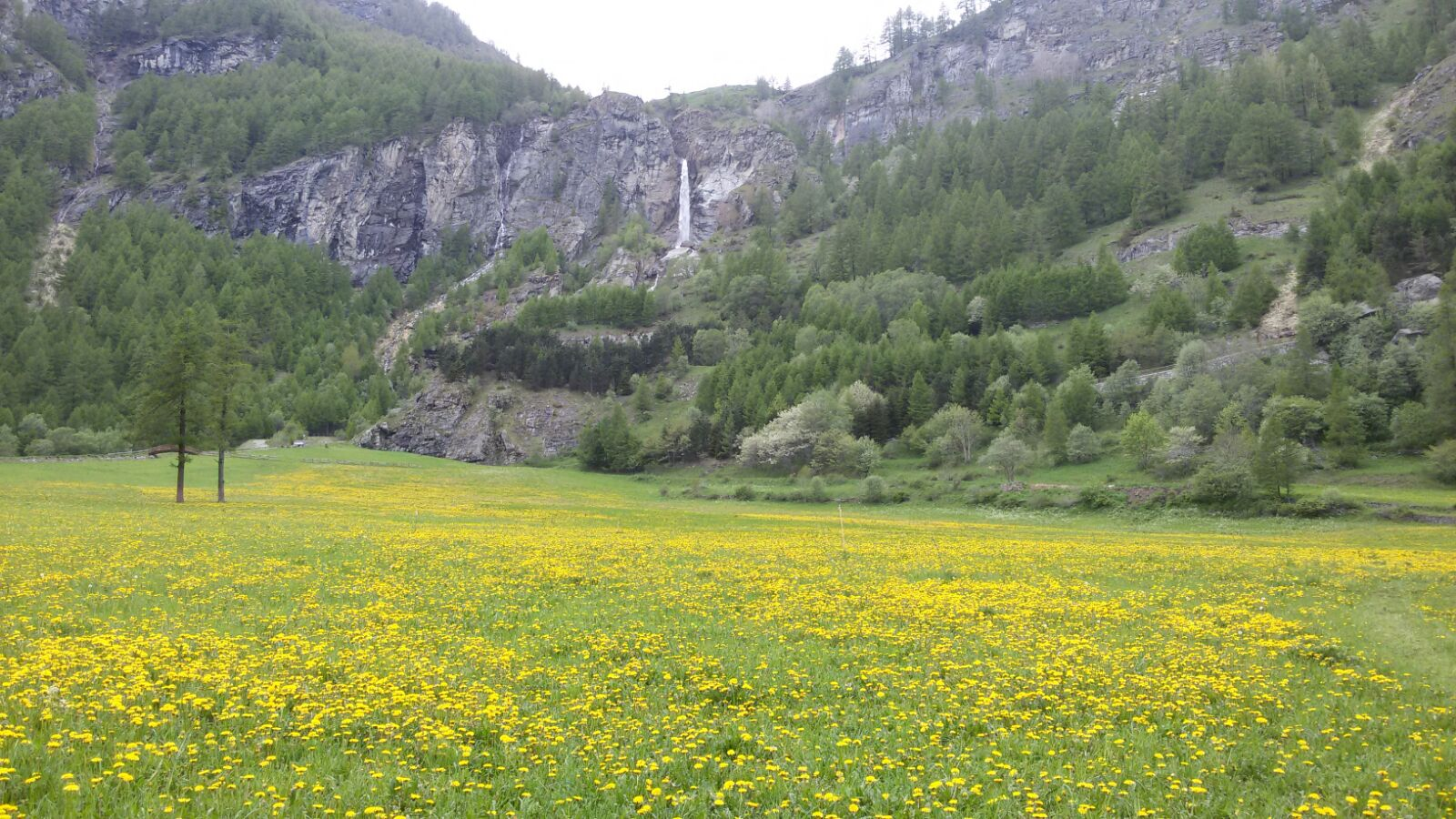
Panorama aux alentours du hameau Glassier.
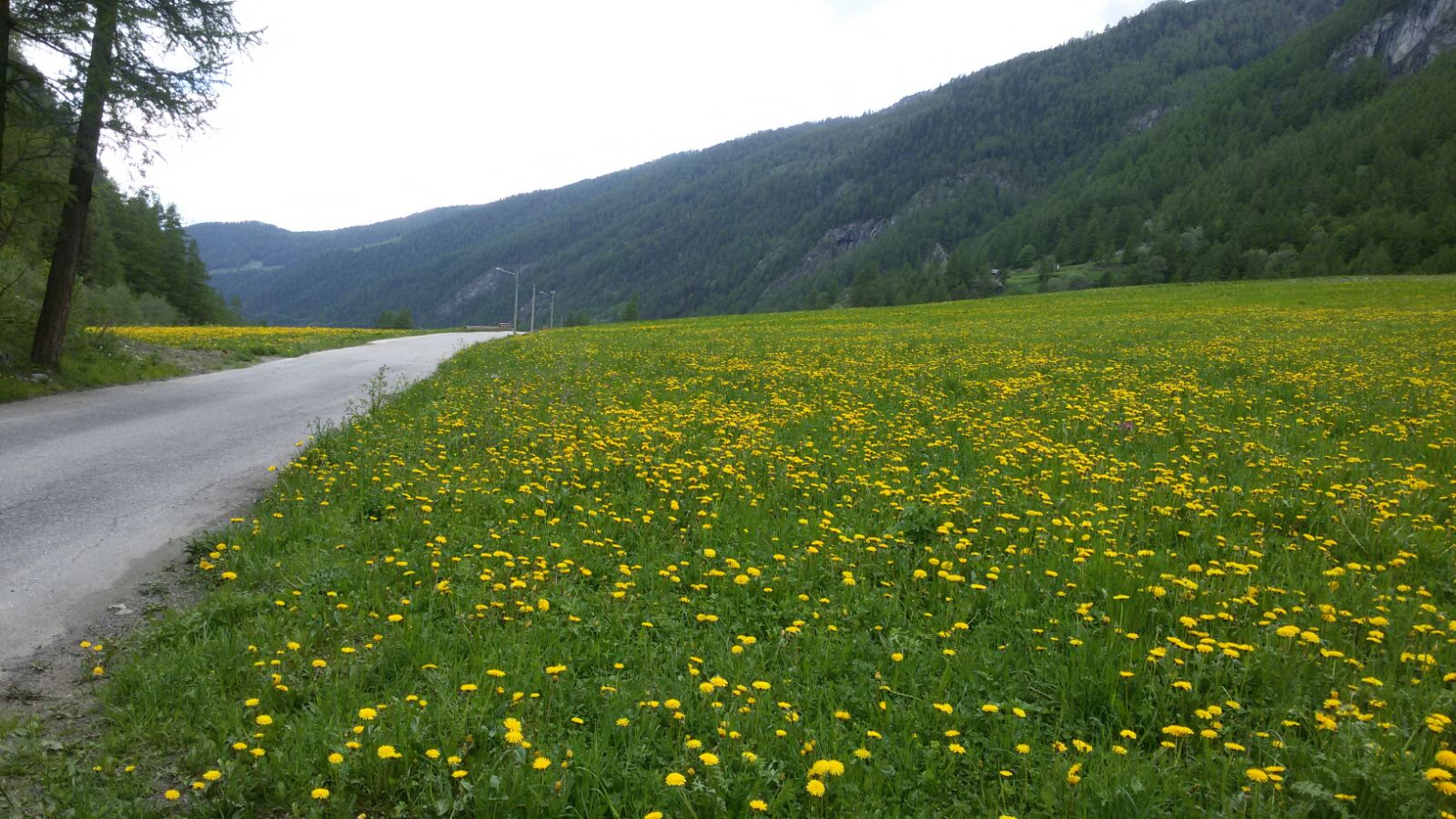
Panorama aux alentours du hameau Glassier.

### Communes limitrophes
Bagnes (CH-VS), Bionaz, Bourg-Saint-Pierre (CH-VS), Doues, Etroubles, Oyace, Valpelline